# Stellar (Bezahlsystem)
Stellar ist ein Open-Source-Protokoll für den Wertaustausch, das Anfang 2014 von Jed McCaleb – dem Schöpfer von eDonkey – und Joyce Kim gegründet wurde. Zu seinen Vorstandsmitgliedern und Beiratsmitgliedern zählen Keith Rabois, Patrick Collison, Matt Mullenweg, Greg Stein, Joi Ito, Sam Altman, Naval Ravikant und andere. Das Stellar-Protokoll wird von einer Non-Profit-Organisation, der Stellar Development Foundation, unterstützt. Im Oktober 2017 gründeten Stellar und IBM eine Partnerschaft. IBM nutzt das Stellar-Netzwerk zur Vereinfachung von internationalen Zahlungen. Ebenso unterstützt IBM den Stablecoin „Stronghold USD“, welcher nahezu 1:1 im Verhältnis mit dem US-Dollar steht, da für jeden vollen Coin genau ein US-Dollar reserviert wird – ähnlich wie bei der Kryptowährung Tether.
Die eigens entwickelte Kryptowährung Stellar Lumens (XLM) erreichte im Oktober 2023 eine Marktkapitalisierung von ca. 2,74 Mrd. US-Dollar und ist die auf Platz 23 der wertvollsten Kryptowährungen.

## Geschichte
Beim Start basierte Stellar auf dem Ripple-Protokoll, welches jedoch nach einigen Anpassungen des kritischen Konsensuscodes an das Stellar-Netzwerk überlastet war. In der Folge behauptete Stellar-Mitbegründerin Joyce Kim, dass dies ein Fehler im Ripple-Protokoll sei, wohingegen diese Aussage jedoch in einem Blogpost von Stefan Thomas – dem CTO von Ripple – in Frage gestellt wurde. Die Stellar Development Foundation erstellte daraufhin eine aktualisierte Version des Protokolls mit einem neuen Konsensalgorithmus, der auf völlig neuem Code basiert. Der Code und das Whitepaper für diesen neuen Algorithmus wurden im April 2015 veröffentlicht und das aufgerüstete Netzwerk im November 2015 live geschaltet.

## Funktionsweise
Stellar ist ein Open-Source-Protokoll für den Geldwechsel. Verschiedene Server führen eine Softwareimplementierung des Protokolls aus und nutzen das Internet, um sich mit anderen Stellar-Servern zu verbinden und mit diesen zu kommunizieren, wodurch ein globales Netzwerk für den Austausch von Werten entsteht. Jeder Server speichert einen Datensatz aller Accounts im Netzwerk. Diese Datensätze werden in einer Datenbank namens Ledger gespeichert. Server schlagen Änderungen für das Hauptbuch vor, indem sie Transaktionen vorschlagen, die Konten von einem Zustand in einen anderen verschieben, indem sie den Kontostand ausgleichen oder eine Eigenschaft des Kontos ändern. Stimmen alle Server mit dem Satz von Transaktion für das aktuelle Hauptbuch überein, wird ein Prozess, der Consensus genannt wird, durchgeführt. Der Consensusprozess findet in regelmäßigen Abständen statt, typischerweise alle zwei bis vier Sekunden. Dies hält die Kopie des Ledgers jedes Servers synchron und identisch.